# Posse Comitatus Act
Le Posse Comitatus Act est une loi du Congrès des États-Unis signée le 18 juin 1878 par le président Rutherford B. Hayes selon laquelle l'armée n'a pas le droit d'intervenir dans les affaires du gouvernement civil, dans celles de la justice ou dans une procédure judiciaire.
Votée par la Chambre des représentants des États-Unis le 18 mai 1878 par 130 voix contre 117, la loi amendée passe le Sénat fédéral le 7 juin par 29 voix contre 21. Les deux chambres s'accordent le 15 juin sur la version finale avant la signature du président.
L'expression posse comitatus vient du latin posse, pouvoir, et comitatus, comté. Étymologiquement, sa signification est le « pouvoir du comté » — le comté en tant que division administrative investie d'une autorité politique — par opposition au pouvoir militaire.
Cela est traduisible par « le fait du comté », par analogie avec « le fait du prince », un principe qui en politique française désigne le domaine réservé du pouvoir exécutif. À la différence qu'aux États-Unis, le pouvoir exécutif n'est pas personnifiable, chacun des 50 États de l'Union ayant son propre gouverneur.
La loi est révisée en 1956 et en 1981.

## Texte
Whoever, except in cases and under circumstances expressly authorized by the Constitution or Act of Congress, willfully uses any part of the Army or the Air Force as a posse comitatus or otherwise to execute the laws shall be fined under this title or imprisoned not more than two years, or both. (« Quiconque, à l'exception de cas et sous des circonstances expressément autorisées par la Constitution ou la loi du Congrès, utilise sciemment une partie de l'armée ou de l'armée de l'air comme posse comitatus ou d'une autre façon pour faire appliquer les lois est passible d'une amende en vertu du présent titre ou d'emprisonnement pour une période ne dépassant pas deux ans, ou les deux. »)

## Histoire

### Origine duPosse Comitatus Act
Le principe institué aux États-Unis par le Posse Comitatus Act, loi du titre 18 du Code des États-Unis § 1385), soit juste après la période d'occupation des États confédérés par les forces de l'armée américaine, pendant dix ans, à la fin de la guerre de Sécession. Le président Ulysses S. Grant, invoquant un risque de corruption, y avait en effet envoyé des troupes pour superviser les élections dans les États du sud puis pour y maintenir l'ordre, y installer des tribunaux et y protéger les anciens esclaves.

Au départ, cette loi visait explicitement à limiter les possibilités pour le gouvernement fédéral des États-Unis de recourir à l'armée pour les opérations de maintien de l'ordre, le Congrès estimant, à l'instar de Lincoln, qu'on ne pouvait pas utiliser l'armée américaine contre des citoyens américains.
Mais d’autres dispositifs législatifs (comme le R.T. Stafford Disaster Relief and Emergency Assistance Act) sont venus compléter le Posse Comitatus Act (dont les garde-côtes sont exclus), autorisant le recours à l’armée fédérale dans certaines situations catastrophiques majeures (type utilisation d’armes de destruction massive contre les États-Unis ou catastrophe naturelle majeure) ou conférant à la Garde nationale des États-Unis le droit d'exercer certaines des prérogatives des forces de police. 
L'emploi des forces fédérales est autorisé pour le maintien de l'ordre dans la capitale fédérale, Washington, D.C.. Elles intervinrent notamment lors des manifestations de la Bonus Army en 1932.

### Définition actuelle de la loi
Pour le département de la Défense des États-Unis, le Posse Comitatus Act se définit en 2006 comme tel : il interdit la recherche, la saisie, ou les pouvoirs d'arrestations au personnel militaire américain. Modifié en 1981 sous la loi publique 97-86 pour permettre l'appui accru du département de la Défense à l'interdiction de la drogue et d'autres activités d'application de la loi  (Title 18, "Use of Army and Air Force as Posse Comitatus" - United States Code, Section 1385) 

### Demandes d'abrogation de la loi
Déjà entamé par diverses mesures législatives, la question de savoir si le Posse Comitatus Act est toujours d'actualité fait débat.  L'administration Bush a fait adopter le John Warner National Defense Authorization Act pour l'année fiscale 2007 (également appelé NDAA 07) à la suite des événements de l'ouragan Katrina. Entré en vigueur le 17 octobre 2006, ce texte contient un paragraphe, le 1076, dont on se demande s'il n'a pas implicitement abrogé la loi de 1878 mais les législations postérieures prennent toujours en compte celui-ci.